# Salaspils kommun
Salaspils Novads är en kommun i Lettland. Den ligger i den centrala delen av landet, 17 km sydost om huvudstaden Riga. Antalet invånare är 22 810. Arean är 127 kvadratkilometer. Salaspils Novads gränsar till Riga, Stopiņu novads, Ropažu novads, Ikšķiles Novads och Ķekava.
Salaspils Novads delas in i:
- Salaspils
- Salaspils pagasts

Följande samhällen finns i Salaspils Novads:
- Salaspils